# 上海电影专科学校
上海电影专科学校是中華人民共和國上海市歷史上的一所電影學校。

## 历史
1959年8月创办于上海，张骏祥任校长。學校設置表演系、摄影系、动画系、导演系、电影文学系和电影美术系。学校师资來自上海电影制片厂、上海美术电影制片厂和上海科学教育电影制片厂，赵丹、白杨、沈浮、陈鲤庭、瞿白音、黄绍芬、韩尚义曾來校執教。1963年9月，學校停办，並且併入北京电影学院。學校辦學期間共招收200多名学生。